# Xenoglossa gabbii
Xenoglossa gabbii är en biart som först beskrevs av Cresson 1878.  Xenoglossa gabbii ingår i släktet Xenoglossa och familjen långtungebin.

## Underarter
Arten delas in i följande underarter:
- X. g. crawfordi
- X. g. gabbii